# Kusugal
Kusugal är en ort i Indien.   Den ligger i distriktet Dharwad och delstaten Karnataka, i den sydvästra delen av landet, 1 500 km söder om huvudstaden New Delhi. Kusugal ligger 631 meter över havet och antalet invånare är 8 749.
Terrängen runt Kusugal är platt. Runt Kusugal är det ganska tätbefolkat, med 207 invånare per kvadratkilometer. Närmaste större samhälle är Hubli, 10,0 km sydväst om Kusugal. Trakten runt Kusugal består till största delen av jordbruksmark.